# Le ragazze della valle
Le ragazze della valle è un album in studio collaborativo delle cantautrici italiane Vale LP e Lil Jolie, pubblicato il 23 maggio 2025 con doppia etichetta Sugar Music e BMG Rights Management Italy e distribuito da Universal Music Italia.

## Descrizione
Il disco si compone di sette tracce scritte da entrambe le artiste con la collaborazione di autori e produttori, tra cui Enrico Dadone, in arte Cali Low, Stefano Ceri, in arte Ceri Wax, Matteo Pierotti, in arte Matteo Alieno, Stefano Tartaglini, in arte Stabber, e Michele Corvino, in arte Karakaz.

## Promozione

### Singoli
Il primo singolo estratto dall'album, Dimmi tu quando sei pronto per fare l'amore, è stato pubblicato il 27 novembre 2024 in concomitanza alla partecipazione delle artiste alla diciottesima edizione del concorso Sanremo Giovani, dove sono risultate finaliste e ottenendo quindi la possibilità di prendere parte al Festival di Sanremo 2025 nella sezione delle "Nuove proposte". Infine, entrambe non sono riuscite a classificarsi tra i finalisti, venendo eliminate nella semifinale svoltasi il 12 febbraio, nel corso della seconda serata della manifestazione.
Il 14 marzo 2025 è stato pubblicato il singolo omonimo come secondo estratto dall'album.
Il 25 aprile 2025 è uscito Dalle 9 alle 9 come terzo singolo estratto dall'album in collaborazione con il rapper Irbis.
Il quarto singolo estratto dall'album è stato Googleamore, pubblicato il 23 maggio 2025 in concomitanza all'uscita dell'album.

### Tour
Per promuovere il disco, le artiste sono state impegnate in tour che le viste esibirsi in vari festival musicali: il 25 maggio 2025 a Milano, il 31 maggio a Bagnacavallo (RA), il 13 giugno a Genova e il 27 giugno a Ostuni (BR). Ad esse sono seguite due date nei club italiani dal titolo Ragazze della valle live: il 4 ottobre a La Santissima di Napoli e il 9 ottobre al Largo Venue di Roma.

## Tracce
1. Le ragazze della valle – 2:52 (testo: Valentina Sanseverino, Angela Ciancio – musica: Matteo Pierotti, Stefano Tartaglini)
2. Googleamore – 2:38 (testo: Valentina Sanseverino, Angela Ciancio – musica: Dario Pruneddu, Enrico Dadone, Stefano Tartaglini)
3. Non ho bisogno di te – 2:45 (testo: Valentina Sanseverino, Angela Ciancio, Martino Consigli – musica: Stefano Ceri, Stefano Tartaglini)
4. Dalle 9 alle 9 (feat. Irbis) – 2:20 (testo: Valentina Sanseverino, Angela Ciancio, Martino Consigli – musica: Valentina Sanseverino, Angela Ciancio, Martino Consigli, Enrico Dadone, Stefano Tartaglini)
5. Dimmi tu quando sei pronto per fare l'amore – 2:58 (testo: Valentina Sanseverino, Francesca Calearo, Mario Cianchi – musica: Alessandro De Crescenzo, Enrico Dadone, Stefano Tognini)
6. Tutto a noi – 3:22 (testo: Valentina Sanseverino, Angela Ciancio – musica: Stefano Tartaglini)
7. Sole (intorno a noi) – 2:44 (testo: Valentina Sanseverino, Angela Ciancio – musica: Matteo Pierotti, Michele Corvino, Stefano Tartaglini)